# السوداء (القريشية)

تعديل مصدري - تعديل

السوداء هي إحدى قرى عزلة قيفه آل محن يزيد بمديرية القريشية التابعة لمحافظة البيضاء، بلغ تعداد سكانها 422 نسمة حسب تعداد اليمن لعام 2004.